# Saison 2025 de l'équipe cycliste féminine Picnic PostNL
La saison 2024 de l'équipe cycliste Picnic PostNL est la quinzième de la formation néerlandaise, et la première sous ce nom.

## Préparation de la saison

### Partenaires et matériel de l'équipe
L'entreprise DSM-Firmenich n'est plus le sponsor titre de l'équipe, remplacée par Picnic, une application pour faire ses courses en ligne.
La poste néerlandaise PostNL reste co-sponsor titre.

### Arrivées et départs
L'intersaison est surtout marqué par le départ des deux françaises, la leader Juliette Labous et sa coéquipière Églantine Rayer, toutes deux en partances pour la FDJ-Suez.
La leader italienne Marta Cavalli fait le chemin inverse en rejoignant l'équipe Picnic PostNL
| Arrivées        | Équipe 2024                |
| --------------- | -------------------------- |
| Marta Cavalli   | FDJ-Suez                   |
| Ella Heremans   | AG Insurance - Soudal U19  |
| Juliana Londoño | Centre mondial du cyclisme |
| Mara Roldan     | Cynisca Cycling            |

| Départs             | Équipe 2024       |
| ------------------- | ----------------- |
| Daniek Hengeveld    | Ceratizit         |
| Juliette Labous     | FDJ-Suez          |
| Maeve Plouffe       | Hess Cycling Team |
| Églantine Rayer     | FDJ-Suez          |
| Anna van der Meiden | WV Schijndel      |

### Effectifs
| Effectif 2025            | Effectif 2025     | Effectif 2025 | Effectif 2025                          |
| Cycliste                 | Date de naissance | Pays          | Équipe précédente                      |
| ------------------------ | ----------------- | ------------- | -------------------------------------- |
| Silje Bader              | 24 septembre 2005 | Pays-Bas      | GT Krush Rebellease (2024)             |
| Francesca Barale         | 29 avril 2003     | Italie        | VO2 Team Pink (2021)                   |
| Rachele Barbieri         | 21 février 1997   | Italie        | Liv Racing TeqFind (2023)              |
| Marta Cavalli            | 18 mars 1998      | Italie        | FDJ-Suez (2024)                        |
| Eleonora Ciabocco        | 4 mars 2004       | Italie        |                                        |
| Pfeiffer Georgi          | 27 septembre 2000 | Royaume-Uni   | Jadan Weldtite (2018)                  |
| Ella Heremans            | 28 mars 2006      | Belgique      |                                        |
| Megan Jastrab            | 29 janvier 2002   | États-Unis    | Rally Cycling (2020)                   |
| Franziska Koch           | 13 juillet 2000   | Allemagne     | Watersley International (2019)         |
| Charlotte Kool           | 6 mai 1999        | Pays-Bas      | NXTG Racing (2021)                     |
| Josie Nelson             | 8 avril 2002      | Royaume-Uni   | Coop-Hitec Products (2023)             |
| Esmée Peperkamp          | 23 juillet 1997   | Pays-Bas      | Loving potatoes-de Jonge Renner (2020) |
| Mara Roldan              | 7 avril 2004      | Canada        | Cynisca Cycling (2024)                 |
| Abi Smith                | 1 avril 2002      | Royaume-Uni   | EF Education-TIBCO-SVB (2023)          |
| Becky Storrie            | 27 septembre 1998 | Royaume-Uni   | Cams Basso (2022)                      |
| Elise Uijen              | 23 juin 2003      | Pays-Bas      |                                        |
| Nienke Vinke             | 22 juin 2004      | Pays-Bas      |                                        |
| Juliana Londoño          | 14 janvier 2005   | Colombie      | Centre mondial du cyclisme (2024)      |
|                          |                   |               |                                        |
| Source : ProCyclingStats |                   |               |                                        |

## Victoires

### Sur route
| Victoires | Victoires                                             | Victoires           | Victoires | Victoires                    | Victoires |
| Date      | Course                                                | Pays                | Classe    | Vainqueur                    |           |
| --------- | ----------------------------------------------------- | ------------------- | --------- | ---------------------------- | --------- |
| 6 fév.    | 1re étape du Tour des Émirats arabes unis             | Émirats arabes unis | 2.WWT     | Lorena Wiebes                |           |
| 7 fév.    | 2e étape du Tour des Émirats arabes unis              | Émirats arabes unis | 2.WWT     | Lorena Wiebes                |           |
| 9 fév.    | 4e étape du Tour des Émirats arabes unis              | Émirats arabes unis | 2.WWT     | Lorena Wiebes                |           |
| 14 fév.   | 2e étape de la Semaine cycliste valencienne           | Espagne             | 2.Pro     | Mischa Bredewold             |           |
| 2 mars    | Omloop van het Hageland                               | Belgique            | 1.1       | Femke Gerritse               |           |
| 4 mars    | Le Samyn des Dames                                    | Belgique            | 1.1       | Lorena Wiebes                |           |
| 19 mars   | Nokere Koerse                                         | Belgique            | 1.Pro     | Marta Lach                   |           |
| 22 mars   | Milan-San Remo féminin                                | Italie              | 1.WWT     | Lorena Wiebes                |           |
| 27 mars   | Classic Bruges-La Panne                               | Belgique            | 1.WWT     | Lorena Wiebes                |           |
| 30 mars   | Gand-Wevelgem                                         | Belgique            | 1.WWT     | Lorena Wiebes                |           |
| 6 avr.    | Tour des Flandres                                     | Belgique            | 1.WWT     | Lotte Kopecky                |           |
| 20 avr.   | Amstel Gold Race                                      | Pays-Bas            | 1.WWT     | Mischa Bredewold             |           |
| 3 mai     | Festival Elsy Jacobs à Garnich                        | Luxembourg          | 1.1       | Marta Lach                   |           |
| 6 mai     | 3e étape du Tour d'Espagne                            | Espagne             | 2.WWT     | Femke Gerritse               |           |
| 7 mai     | 4e étape du Tour d'Espagne                            | Espagne             | 2.WWT     | Anna van der Breggen         |           |
| 16 mai    | 1re étape du Tour du Pays basque                      | Espagne             | 2.WWT     | Mischa Bredewold             |           |
| 17 mai    | 2e étape du Tour du Pays basque                       | Espagne             | 2.WWT     | Mischa Bredewold             |           |
| 22 mai    | 1re étape du Tour de Burgos                           | Espagne             | 2.WWT     | Lorena Wiebes                |           |
| 5 juin    | 1re étape du Tour de Grande-Bretagne                  | Royaume-Uni         | 2.WWT     | Kimberley Le Court de Billot |           |
| 14 juin   | Dwars door het Hageland                               | Belgique            | 1.1       | Lorena Wiebes                |           |
| 21 juin   | Copenhagen Sprint féminin                             | Danemark            | 1.WWT     | Lorena Wiebes                |           |
| 24 juin   | Championnat des Pays-Bas du contre-la-montre          | Pays-Bas            | CN        | Mischa Bredewold             |           |
| 26 juin   | Championnat du Luxembourg du contre-la-montre         | Luxembourg          | CN        | Marie Schreiber              |           |
| 26 juin   | Championnat de République tchèque du contre-la-montre | Tchéquie            | CN        | Julia Kopecký                |           |
| 27 juin   | Championnat de Belgique du contre-la-montre           | Belgique            | CN        | Lotte Kopecky                |           |
| 28 juin   | Championnat de Suisse sur route                       | Suisse              | CN        | Steffi Häberlin              |           |
| 28 juin   | Championnat des Pays-Bas sur route                    | Pays-Bas            | CN        | Lorena Wiebes                |           |
| 29 juin   | Championnat du Luxembourg sur route                   | Luxembourg          | CN        | Marie Schreiber              |           |
| 29 juin   | Championnat de Hongrie sur route                      | Hongrie             | CN        | Blanka Vas                   |           |

### Résultats sur les courses majeures

#### Grands tours
| Grand tour            | Tour d'Espagne    | Tour d'Italie           | Tour de France |
| --------------------- | ----------------- | ----------------------- | -------------- |
| Coureuse (classement) | Nienke Vinke (9e) | Eleonora Ciabocco (26e) |                |
| Accessits             | -                 | -                       |                |

## Classement mondial
| Classement UCI | Classement UCI | Classement UCI | Classement UCI |
| Coureur        | Coureur        | Pays           | Points         |
| -------------- | -------------- | -------------- | -------------- |